# 里加市旗
里加市旗（Rīgas karogs）是拉脫維亞首都里加的官方象徵之一。這面旗幟有藍色和白色兩條平行條紋構成，中央是里加市徽。